# Skottartjärnen
Skottartjärnen är en sjö i Kramfors kommun i Ångermanland och ingår i Ångermanälvens huvudavrinningsområde. Sjön har en area på 0,0576 kvadratkilometer och ligger 205,6 meter över havet. Sjön avvattnas av vattendraget Sjögarån.

## Delavrinningsområde
Skottartjärnen ingår i det delavrinningsområde (699545-160574) som SMHI kallar för Mynnar i Dämstasjön. Medelhöjden är 223 meter över havet och ytan är 9,26 kvadratkilometer. Det finns ett avrinningsområde uppströms, och räknas det in blir den ackumulerade arean 12,15 kvadratkilometer. Sjögarån som avvattnar avrinningsområdet har biflödesordning 3, vilket innebär att vattnet flödar genom totalt 3 vattendrag innan det når havet efter 8,1 kilometer. Avrinningsområdet består mestadels av skog (93 procent). Avrinningsområdet har 0,25 kvadratkilometer vattenytor vilket ger det en sjöprocent på 2,7 procent.